# مطار تشنغدو تيانفو الدولي
مطار تشنغدو تيانفو الدولي (بالصينية: 成都新机场)(إياتا: TFU، إيكاو: ZUTF) هو محور جوي رئيسي لغرب الصين وأحد المطارين الدوليين اللذين يخدمان مدينة تشنغدو، عاصمة مقاطعة سيتشوان الصينية، والآخر هو مطار تشنغدو شوانغليو الدولي (CTU).
يقع المطار في مدينة لوجيا، جيانيانغ، تشنغدو، على بعد 51 كيلومترًا (32 ميلًا) جنوب شرق وسط مدينة تشنغدو. سميت على اسم منطقة تيانفو الجديدة التي يوجد بها المطار. بدأ البناء في مايو 2016 وافتتح المطار في 27 يونيو 2021.

## التاريخ
كانت خطط إنشاء مطار جديد في تشنغدو قائمة منذ عام 2007. أكد المسؤولون في مايو 2011 أن عملية التخطيط لاختيار موقع قد بدأت. أكدت إدارة الطيران المدني الصينية في يونيو 2013 رسميًا عن موقع المطار في مدينة لوجيا بجيانيانغ.
وافق مجلس الدولة واللجنة العسكرية المركزية على مشروع المطار الجديد في يناير 2015، وسمته إدارة الطيران المدني في الصين بمطار تشنغدو تيانفو الدولي (بالصينية: 成都 天府 国际 机场) في سبتمبر 2015.
تم إجراء اختبار الطيران في يناير 2021 غادرت أول رحلة تجارية من المطار في 27 يونيو 2021.

## شركات الطيران والوجهات
مطار تيانفو الدولي هو قاعدة رئيسية لشركة طيران الصين. بسبب جائحة فيروس كورونا لم يقم المطار بتشغيل الرحلات الجوية الدولية حتى 26 مارس 2023، عندما حولت إليه معظم الرحلات الدولية والشحن من مطار شوانغليو الدولي، وكان الأخير متخصصًا في الرحلات الداخلية. اعتبارًا من 28 مارس 2023، ستغير شركة طيران الصين رحلتها إلى تايبيه تاويوان من تشنغدو شوانغليو إلى تشنغدو تيانفو.

### الركاب
| شركـات طيـران                     | الوجهات |
| --------------------------------- | --- |
| 9 Air                             | مطار قوانغتشو باييون الدولي |
| طيران آسيا (إكس)                  | مطار كوالالمبور الدولي |
| طيران أستانا                      | مطار ألماتي الدولي |
| طيران الصين                       | مطار سوفارنابومي الدولي، Bazhong، مطار فوتشنغ بيهاي، مطار بكين العاصمة الدولي، مطار بكين داشينغ الدولي، مطار تشانغتشون الدولي، مطار تشانغشا هوانغوا الدولي، مطار تشانغتشو بيننو، مطار باندارنيك الدولي، مطار دالي، مطار داليان الدولي، مطار داوجينغ يادينغ، مطار دونغينغ شنغلي، مطار فرانكفورت، مطار قوانغتشو باييون الدولي، مطار قويلين يانغ جيانغ الدولي، مطار قوييانغ لونغدونغابو الدولي، مطار هايكو ميلان الدولي، مطار هامي، مطار هانغتشو شياوشان الدولي، مطار هاربين الدولي، مطار حيفي شينكياو الدولي، مطار هينغيانغ نانيوي، مطار هونغ كونغ الدولي، مطار هوهوت بايتا الدولي، مطار هوايان ليانشوي (تبدأ في 16 أغسطس 2023)، مطار هويزهو، مطار جييانغ شاوشان، مطار جيوتشايقو هوانغ لونغ، مطار تريبوفان الدولي، مطار كوالالمبور الدولي، مطار كونمينغ جانغشوي الدولي، مطار لاسا الدولي، Lianyungang، مطار ساني ليجيانغ، مطار لندن هيثرو، مطار ديهونغ مانغشي، مطار نينوي أكوينو الدولي، مطار نانتشانغ تشانغبى الدولي، مطار نانجينغ الدولي، مطار نانينغ الدولي، مطار نينغبو ليش الدولي، مطار نينغشهاي ماينلينغ، مطار بانزهيوها باوأنينغ، Phuket، مطار غينغادو جياودونغ الدولي، مطار غيونغهاي بواو، مطار قوزهو، مطار سانيا فينيكس الدولي، مطار إنتشون الدولي، مطار شانغهاي بودنغ الدولي، مطار شنيانغ الدولي، مطار شينزين باوان الدولي، مطار شيهيزي، مطار شيجياتشوانغ تشنغدينغ الدولي، مطار شانغي سنغافورة، مطار تايوان تاويوان الدولي، مطار تاييوان وسو الدولي، مطار تايتشو وقياو، مطار تيانجين الدولي، مطار أورومتشي الدولي، مطار ونزهو يونجقيانج الدولي، مطار ووهان الدولي، مطار يشان، مطار شيامن قاوتشي الدولي، مطار شيتشانغ تشينغشان، مطار شينغي، مطار شينينغ الدولي، مطار شيشوانغباننا غاسا، مطار يانتاي بينجلاي الدولي، مطار ييوو، مطار يونتشنغ قوانقونغ، مطار تشانغجياجيه هيهوا، Zhanjiang، مطار تشنغتشو الدولي، مطار تشوهاى سانزو |
| Air Guilin                        | مطار هايكو ميلان الدولي |
| طيران ماكاو                       | مطار ماكاو الدولي |
| Air Travel ‏                       | مطار آلتاي، مطار بوشان يوندوان، مطار تشانغشا هوانغوا الدولي |
| خطوط آسيانا الجوية                | مطار إنتشون الدولي |
| طيران بانكوك                      | مطار ساموي |
| باتيك إير ماليزيا                 | مطار كوالالمبور الدولي |
| خطوط العاصمة بكين الجوية          | مطار ساني ليجيانغ |
| Cambodia Airways                  | مطار بنوم بنه الدولي |
| كاثي باسيفيك                      | مطار هونغ كونغ الدولي |
| Chengdu Airlines                  | مطار اكسو، مطار أنقينج تيانزهوشان، مطار باوتو يرليبان، مطار بايانور تيانجيتاي، مطار فوتشنغ بيهاي، مطار تشانغتشون الدولي، مطار تشانغشا هوانغوا الدولي، مطار جيزهو جيوهواشان، Dazhou، مطار فوتشو تشانغله الدولي، مطار قوييانغ لونغدونغابو الدولي، مطار هاربين الدولي، مطار حيفي شينكياو الدولي، مطار هوانغشان تونشي الدولي، مطار جيايوغان، مطار جييانغ شاوشان، مطار جينان الدولي، مطار جينشانغ جينشوان، مطار جينغقانغشان، مطار ساموي، مطار لانتشو تشونغ تشوان، مطار ساني ليجيانغ، مطار لوليانغ داو، مطار نانينغ الدولي، مطار شيانغراو سانغينغشان، مطار شياوغويان غويتو، مطار شنيانغ الدولي، مطار يهاي داسهويبو، مطار ونزهو يونجقيانج الدولي، مطار شيامن قاوتشي الدولي، مطار شيتشانغ تشينغشان، مطار شيلينهوت، مطار شينينغ الدولي، مطار شينتشو وتايشهان، مطار شيشوانغباننا غاسا، مطار ينتشوان خه دونغ، مطار يويانغ، مطار تشانغجياجيه هيهوا، مطار تشنغتشو الدولي، مطار تشوشان بوتوشان، مطار رينهواي ماوتاي |
| الخطوط الجوية الصينية             | مطار تايوان تاويوان الدولي |
| خطوط شرق الصين الجوية             | مطار بكين داشينغ الدولي، مطار تشانغده تاوهوايوان، مطار تشانغتشو بيننو، مطار دالي، مطار ديشين شانغري-لا، Ezhou، مطار قوانغتشو باييون الدولي، مطار هانغتشو شياوشان الدولي، مطار حيفي شينكياو الدولي، مطار هويزهو، مطار جييانغ شاوشان، مطار كونمينغ جانغشوي الدولي، مطار لانتشو تشونغ تشوان، مطار ليني شوبولينغ، مطار يوتشو بيلين، مطار ديهونغ مانغشي، مطار نانتشانغ تشانغبى الدولي، مطار نانجينغ الدولي، مطار نانينغ الدولي، مطار نينغبو ليش الدولي، مطار اوردوس إيجين هورو، Phuket، مطار غينغادو جياودونغ الدولي، مطار جينجيانغ تشيوانتشو، مطار شانغهاي هونغكياو الدولي، مطار شانغهاي بودنغ الدولي، مطار شنيانغ الدولي، مطار شيهيان ودانغشان، مطار تاييوان وسو الدولي، مطار تايتشو وقياو، مطار تينغشونغ توفينغ، مطار ونزهو يونجقيانج الدولي، مطار ووهان الدولي، مطار شيامن قاوتشي الدولي، مطار شيان شيانيانغ الدولي، مطار شينينغ الدولي، مطار تشيانغ مينغانغ، مطار يانتاي بينجلاي الدولي، مطار ييتشانغ سانشيا، مطار ينتشوان خه دونغ، مطار ييوو، مطار يوشهو باتانغ، مطار تشوهاى سانزو |
| طيران الصين اكسبرس                | مطار اكسو، مطار تشانغتشي وانغشون، مطار جينغدي، مطار داليان الدولي، مطار فوتشو تشانغله الدولي، مطار نانيانغ جيانغ يينغ، مطار شيجياتشوانغ تشنغدينغ الدولي، مطار شيشوانغباننا غاسا |
| خطوط جنوب الصين الجوية            | مطار داوجينغ يادينغ، مطار قوانغتشو باييون الدولي، مطار جييانغ شاوشان، مطار نانينغ الدولي، مطار شينزين باوان الدولي، مطار تشوهاى سانزو |
| China United Airlines             | مطار بكين داشينغ الدولي، مطار فوتشو تشانغله الدولي، مطار سانيا فينيكس الدولي |
| Chongqing Airlines                | مطار شينزين باوان الدولي، مطار ووهان الدولي |
| Colorful Guizhou Airlines         | مطار تايتشو وقياو، مطار ييوو |
| Donghai Airlines                  | مطار نانجينغ الدولي، مطار نانتونغ شينغ دونغ، مطار شينزين باوان الدولي |
| الخطوط الجوية الإثيوبية           | مطار أديس أبابا بولي الدولي |
| إيفا للطيران                      | مطار تايوان تاويوان الدولي |
| طيران جي إكس                      | مطار هوهوت بايتا الدولي، مطار نانينغ الدولي |
| خطوط هاينان الجوية                | مطار يايسي باما، مطار فوتشو تشانغله الدولي، مطار قوانغتشو باييون الدولي، مطار شانغهاي بودنغ الدولي، مطار أورومتشي الدولي، مطار يولين يو يانغ |
| Hebei Airlines                    | مطار بكين داشينغ الدولي، مطار شيجياتشوانغ تشنغدينغ الدولي |
| Jiangxi Air                       | مطار نانتشانغ تشانغبى الدولي |
| خطوط جونياو الجوية                | مطار حيفي شينكياو الدولي، مطار نانجينغ الدولي، مطار شانغهاي هونغكياو الدولي، مطار تونغرين فينغوانغ، مطار ونزهو يونجقيانج الدولي |
| Kunming Airlines                  | مطار بوشان يوندوان، مطار هاربين الدولي، مطار يانغزهو تايزهو |
| طيران لونج                        | مطار تشانغتشون الدولي، مطار هانغتشو شياوشان الدولي، مطار هاربين الدولي، مطار ليني شوبولينغ، مطار شنيانغ الدولي، مطار تاييوان وسو الدولي، مطار طشقند الدولي، مطار تومتشوك، مطار ونزهو يونجقيانج الدولي، Wulong، مطار شانغينغ ليوجي، مطار شينينغ الدولي، مطار سوزهو جوانين، مطار ينتشوان خه دونغ |
| خطوط لاكي الجوية                  | مطار سوفارنابومي الدولي، مطار جانغيوان واشهان، مطار تشيانغ مي، مطار فوتشو تشانغله الدولي، مطار قانتشو هوانتشين، مطار هايكو ميلان الدولي، مطار حيفي شينكياو الدولي، مطار هوهوت بايتا الدولي، مطار كونمينغ جانغشوي الدولي، مطار لانجانغ، مطار لاسا الدولي، مطار نغاري غونشا، مطار نينغبو ليش الدولي، مطار نينغ لانغ وبحيرة لوقو، مطار سانيا فينيكس الدولي، مطار تيانجين الدولي، مطار أورومتشي الدولي، مطار شينتشو وتايشهان، مطار شيشوانغباننا غاسا، مطار تشنغتشو الدولي |
| خطوط طيران أوكاي                  | مطار كاليبو الدولي، Phuket |
| الخطوط الجوية الدولية الباكستانية | مطار إسلام آباد الدولي |
| Qingdao Airlines                  | مطار تشانغتشون الدولي، مطار إيرينهوت سايوسو الدولي، Ezhou، مطار حيفي شينكياو الدولي، مطار نينغبو ليش الدولي، مطار غينغادو جياودونغ الدولي، مطار ينتشوان خه دونغ، Zhanjiang |
| خطوط شاندونغ الجوية               | مطار جينان الدولي، Wulong |
| خطوط شينزين الجوية                | مطار حيفي شينكياو الدولي، مطار ساني ليجيانغ، مطار نانتشانغ تشانغبى الدولي، مطار نانينغ الدولي، مطار تاييوان وسو الدولي، مطار يانتاي بينجلاي الدولي |
| خطوط سيتشوان الجوية               | مطار سوفارنابومي الدولي، مطار فوتشنغ بيهاي، مطار بكين العاصمة الدولي، مطار القاهرة الدولي، مطار تشانغتشون الدولي، مطار تشانغشا هوانغوا الدولي، مطار تشانغتشو بيننو، مطار تشيانغ مي، مطار دالي، مطار داليان الدولي، مطار داندونغ لانغتو، مطار داوجينغ يادينغ، Dazhou، مطار دبي الدولي، مطار دونهوانغ، مطار فوتشو تشانغله الدولي، مطار قانتشو هوانتشين، Garze، مطار قوانغتشو باييون الدولي، مطار قويلين يانغ جيانغ الدولي، مطار هايلار دونغشان، مطار هانغتشو شياوشان الدولي، مطار هاربين الدولي، مطار حيفي شينكياو الدولي، مطار تان سون نهات الدولي، مطار هوهوت بايتا الدولي، مطار هونغ كونغ الدولي، مطار هويزهو، مطار إسطنبول الدولي، مطار جييانغ شاوشان، مطار جينان الدولي، مطار جيوتشايقو هوانغ لونغ، مطار كاراماي، مطار تريبوفان الدولي، مطار كورلا، مطار كرابي، مطار كونمينغ جانغشوي الدولي، مطار لانتشو تشونغ تشوان، مطار لاسا الدولي، مطار ساني ليجيانغ، مطار لينفين ياودو، مطار لونغنان جينتشيو، مطار لوس أنجلوس الدولي، مطار لوليانغ داو، مطار ديهونغ مانغشي، مطار ملبورن الدولي، مطار شيريميتييفو الدولي، مطار نانتشانغ تشانغبى الدولي، مطار نانجينغ الدولي، مطار نانينغ الدولي، مطار نانتونغ شينغ دونغ، مطار نينغبو ليش الدولي، مطار نينغشهاي ماينلينغ، مطار اوردوس إيجين هورو، مطار كانساي الدولي، Phuket، مطار بوير سيماو، مطار غينغادو جياودونغ الدولي، مطار تشينغيانغ، مطار غيونغهاي بواو، مطار جينجيانغ تشيوانتشو، مطار ريتشاو، مطار ليوناردو دا فينشي، مطار بولكوفو، مطار إنتشون الدولي، مطار شانغهاي بودنغ الدولي، مطار شنيانغ الدولي، مطار شيجياتشوانغ تشنغدينغ الدولي، مطار شانغي سنغافورة، مطار تايبيه سونغشان، مطار تاييوان وسو الدولي، مطار تيانجين الدولي، مطار ناريتا الدولي، مطار تونغرين فينغوانغ، مطار أورومتشي الدولي، مطار فانكوفر الدولي، مطار واينشان بوزخيخه، مطار ونزهو يونجقيانج الدولي، مطار ووهان الدولي، Wuhu، مطار يشان، مطار شيامن قاوتشي الدولي، مطار شينينغ الدولي، مطار شيشوانغباننا غاسا، مطار سوزهو جوانين، مطار يانغزهو تايزهو، مطار يانتاي بينجلاي الدولي، مطار ييتشانغ سانشيا، مطار يشهون مينغيويشان، مطار ينتشوان خه دونغ، مطار ينينغ، Yulin (Guangxi) ‏، مطار تشانغجياجيه هيهوا، Zhanjiang |
| الخطوط الجوية السنغافورية         | مطار شانغي سنغافورة |
| سبرينغ (شركة طيران)               | مطار اكسو، مطار دون موينغ، مطار جيوجيانغ لوشن، مطار لانتشو تشونغ تشوان، مطار نينغبو ليش الدولي، Phuket، مطار شانغهاي هونغكياو الدولي، مطار شانغهاي بودنغ الدولي، مطار شيجياتشوانغ تشنغدينغ الدولي، Wulong، مطار ينينغ |
| الخطوط الجوية الدولية التايلاندية | مطار سوفارنابومي الدولي |
| Thai Lion Air                     | مطار دون موينغ |
| أورومتشي للطيران                  | مطار خوتان، مطار كاشغر الدولي |
| الخطوط الجوية الفيتنامية          | مطار نوي باي الدولي، مطار تان سون نهات الدولي |
| West Air ‏                         | مطار حيفي شينكياو الدولي، مطار جينان الدولي، مطار جينجيانغ تشيوانتشو |
| خطوط زيامن الجوية                 | مطار تشانغشا هوانغوا الدولي، مطار فوتشو تشانغله الدولي، مطار هانغتشو شياوشان الدولي، مطار جينجيانغ تشيوانتشو، مطار شيامن قاوتشي الدولي |

### الشحن
| شركـات طيـران                | الوجهات |
| ---------------------------- | --- |
| طيران الصين للشحن الجوي      | مطار أوهير الدولي، مطار نانجينغ الدولي، مطار شانغهاي بودنغ الدولي                                                                      |
| AirBridgeCargo Airlines      | مطار دوموديدوفو الدولي، مطار شيريميتييفو الدولي، مطار نوفوسيبيرسك، مطار تشنغتشو الدولي (متوقفة)                                        |
| كاثي باسيفيك                 | مطار هونغ كونغ الدولي، مطار شانغهاي بودنغ الدولي                                                                                       |
| الخطوط الجوية الصينية للشحن  | مطار شانغهاي بودنغ الدولي |
| الخطوط الجوية الصينية للبريد | مطار نانجينغ الدولي |
| دي إتش إل للطيران            | مطار شانغهاي بودنغ الدولي |
| فيديكس إكسبرس                | مطار تيد ستيفنز أنكوراج الدولي، مطار أنديرا غاندي الدولي، مطار قوانغتشو باييون الدولي                                                  |
| لوفتهانزا للشحن              | مطار كيمبيغودا الدولي، مطار فرانكفورت، مطار شانغهاي بودنغ الدولي                                                                       |
| كوريا للطيران                | مطار نوي باي الدولي، مطار إنتشون الدولي                                                                                                |
| خطوط أس أف الجوية            | مطار تريبوفان الدولي، مطار لاسا الدولي، مطار شينزين باوان الدولي                                                                       |
| Shenzhen Donghai Airlines    | مطار هونغ كونغ الدولي، مطار شينزين باوان الدولي                                                                                        |
| خطوط سيتشوان الجوية          | مطار كيمبيغودا الدولي، مطار بروكسل الدولي، مطار تشيناي الدولي، مطار أنديرا غاندي الدولي، مطار شانغي سنغافورة                           |
| خطوط سوبارنا الجوية          | مطار باريس فاتري، مطار هونغ كونغ الدولي، مطار لوكسمبورغ، مطار فاكلاف هافيل الدولي، مطار شانغهاي بودنغ الدولي، مطار شينزين باوان الدولي |
| خطوط يو بي إس الجوية         | مطار ألماتي الدولي، مطار كولونيا بون الدولي، مطار إنتشون الدولي، مطار شانغهاي بودنغ الدولي، مطار وارسو فريدريك شوبان                   |

## وصلات خارجية
- http://www.flightstats.com/go/Airport/airportDetails.do?airportCode=